# 헥세인
헥세인(Hexane) 또는 헥산은 알케인 탄화수소이다. 분자식은 CH3(CH2)4CH3 또는 C
6H
14으로 표기된다. 헥산 단일결합은 매우 안정적이다. 또한 무극성을 띄므로 유기용매로 널리 쓰인다. 가솔린의 성분 중 하나이며, 접착제, 가죽제품, 그리고 지붕재에도 사용된다. 헥산은 식용유를 만들기 위한 용매로도 사용된다.

## 이성질체
헥세인은 다섯가지의 이성질체가 있다:
- Hexane, CH3CH2CH2CH2CH2CH3, 6개의 탄소가 1열로 있음.
- 2-메틸펜테인 (Isohexane), CH3CH(CH3)CH2CH2CH3, 5개의 탄소사슬과 2번 탄소에 하나의 메틸 가지가 있다.
- 3-메틸펜테인, CH3CH2CH(CH3)CH2CH3, 5개의 탄소사슬과 3번 탄에 하나의 메틸 가지가 있다.
- 2,3-다이메틸뷰테인, CH3CH(CH3)CH(CH3)CH3, 4개의 탄소사슬과 2번과 3번 탄소에 하나씩의 메틸 가지가 있다.
- 2,2-다이메틸뷰테인 (neohexane) , CH3C(CH3)2CH2CH3, 4개의 탄소사슬과 2번 탄소에 두개의 메틸 가지가 있다.

## 같이 보기
- 사이클로헥세인
- 헥신

## 추가 문헌
- "EPA does not consider n-hexane classifiable as a human carcinogen." Federal Register / Vol. 66, No. 71 / Thursday, April 12, 2001 / Rules and Regulations
- http://www.epa.gov/ttn/atw/vegoil/fr12ap01.pdf